# Rubus gunnianus
Rubus gunnianus — вид квіткових рослин із родини трояндових (Rosaceae).

## Біоморфологічна характеристика
Це невелика повзуча трав'яниста рослина, яка може поширюватися вегетативно. Рослина не має ні шипів, ні колючок. Листки трійчасті, блискуче зелені; ніжки листків довгі; центральний листочок значно більший від бокових. Квітки двостатеві, дрібні, білі, з п’ятьма пелюстками.

## Ареал
Ендемік Тасманії Австралія.

## Використання
Червоний плід їстівний, складається з кількох кістянок. Представники роду Rubus мають високий вміст вітамінів і поживних речовин, таких як вітамін С, калій, магній, залізо та мідь, а також низький вміст цукру. З соку можна зробити пурпуровий барвник.